# Catedral de Nuestra Señora del Santísimo Rosario
La Catedral Diocesana de Paranaguá es un templo católico brasileño, localizado en el municipio de Paranaguá, en el estado de Paraná. Es la sede del Bispado de Paranaguá y de la Paróquia de Nuestra Señora del Santíssimo Rosário. Conocida como "Iglesia Matriz", fue la primera edificación católica construida en Paraná, y el primer templo en Brasil dedicado a nuestra Señora del Rosario.
En estilo colonial portugués, es datada del siglo XVIII, siendo bien tombado en nivel provincial, perteneciendo al conjunto del Centro Histórico de Paranaguá, tombado en nivel federal.  Su estructura se divide en cuatro cuerpos, a saber: nave, capilla mor, sacristía lateral y torre construida a la derecha de su frontón. El alargamiento de la torre le atribuye características neo góticas, que conflictan con las líneas colonialess de la austera fachada y con la escala aún observada en el lado delantero en casi toda la ciudad.
El primero marco de su construcción fecha del año de 1578, pero el templo no puede tener esta fecha como siendo la de su construcción, porque los cambios fueron tantos que la iglesia actual apenas posee características del edificio original, y son pocos los documentos que relatan se hubo reformas o una nueva construcción en el local de la antecedente. Solamente el año de 1725 fue creada la Confraria de Nuestra Señora del Rosario de Paranaguá, que tiene, hasta hoy, en la iglesia matriz su sede. Por lo tanto, las incontables investigaciones históricas no comprueban si el templo se trata de una nueva iglesia que sustituyó una capilla,  tampoco cual la fecha de su consagración. De cualquier modo, el templo es una de las edificaciones más antiguas de Paraná y una referencia de la confirmación de la posesión portuguesa en el territorio paranaense. 